# Svatopluk Bartík
Svatopluk Bartík (* 3. září 1975) je český komunální politik, v letech 2014 až 2018 uvolněný radní městské části Brno-střed pro legislativu a informatiku.

## Studium a aktivity
Od svých 15 let bydlí v Brně. Na základní školu chodil v Letovicích, poté studoval SPŠ stavební v Brně, školu však nedokončil podle svého tvrzení „z vážných zdravotních důvodů“, později si již vzdělání nedoplnil.
V letech 2003–2008 byl členem Strany zelených. Od voleb 2006 byl za Stranu zelených zastupitelem na Brně-střed, během mandátu ze strany odešel a v následujících volbách již nekandidoval. V roce 2014 spoluzakládal hnutí Žít Brno, ale není jeho členem. Za hnutí Žít Brno byl od komunálních voleb 2014 opět v zastupitelstvu městské části Brno-střed a zároveň uvolněným radním (tedy „radním na plný úvazek,“ a to konkrétně pro legislativu a informatiku, též místopředseda Komise legislativní a organizační Rady, předseda Komise dislokační Rady).
Pracuje jako mediální poradce. V roce 2014 působil také jako poradce premiéra Bohuslava Sobotky pro boj s korupcí.
Spolu s dalšími brněnskými politiky ze Strany zelených Martinem Anderem a Janou Drápalovou byl v roce 2004 hlavní tváří občanské koalice Nádraží v Centru. Spolu s Matějem Hollanem vystupuje proti „hazardní mafii“, jak říkají podnikatelům s hracími automaty. V roce 2016 přišel s plánem vytvořit pro občany Brna-střed kolektivní smlouvu u telefonního operátora. Do vyhlášeného tendru se ale nikdo nepřihlásil a Bartík to nazval kartelem, proti kterému nyní chce bojovat; založil spolek Telefonující.cz, kterého je nyní[kdy?] předsedou.
Před blížícími se prezidentskými volbami, v listopadu 2017, uvedl na sociální síti Facebook, že dle jeho nejmenovaného zdroje má prezident Miloš Zeman rakovinu, metastáze na více místech, dále uvedl že svou diagnózu zná již několik týdnů, přičemž odmítl léčbu, upřesnil, že prognóza je 3-7 měsíců. Také napsal, že informace sdílí s ohledem na veřejný zájem. Média na status nereagovala, dokud na něj neupozornil prezidentův mluvčí Jiří Ovčáček. Ten zprávu popřel s tím, že na Bartíka bude podáno trestní oznámení pro podezření z trestného činu pomluvy (trestní řízení), též i žaloba (na ochranu osobnosti – občanskoprávní řízení), rovněž tak i návrh na předběžné opatření soudu, aby Svatopluk Bartík informace stáhl a dále je nerozšiřoval.
Za výše zmíněný výrok se Bartík dočkal kritiky též od hnutí Žít Brno, za které byl zvolen do zastupitelstva Brna-střed. Zeman Bartíka zažaloval a požadoval v tomto civilním řízení krom omluvy též odškodné ve výši 5 milionů korun. Soudce si vyžádal doplnění žaloby, důkaz o nepravdivosti Bartíkova tvrzení, jímž měla být Zemanova zdravotní dokumentace, však neobdržel.[zdroj?] V dubnu 2018 prezidentův advokát požádal Městský soud v Brně o přerušení projednávání případu s tím, že přednost by mělo dostat prošetření trestního oznámení. Později k tomu Bartík uvedl: „Stále si za tím ale stojím, nepřeji prezidentovi nic zlého. Tehdejší prognóza se vztahovala k tomu, že v tu chvíli odmítal léčbu. Situace se od té doby nepochybně změnila.“ V prosinci 2018 policie dospěla k názoru, že se Bartík trestného činu nedopustil, a trestní oznámení odložila. Právní zástupce prezidenta Marek Nespala podal proti rozhodnutí stížnost, kterou však státní zástupce v únoru 2019 zamítl. Týden po Bartíkově výroku se prezident podrobil vyšetření, jež žádný novotvar nenalezlo. V březnu 2019 podal ministr spravedlnosti stížnost pro porušení zákona v souvislosti s odložením uvedené trestní věci.